# Elia Manara
Elia Manara (Figino Serenza, 11 febbraio 1929 – Como, 19 febbraio 2025) è stato un politico e medico italiano, senatore della Repubblica Italiana per tre mandati, dal 1992 al 2001.

## Biografia
Elia Manara ha conseguito la laurea in medicina e chirurgia, specializzandosi in neurologia. Durante la sua carriera è diventato dirigente di reparti ospedalieri di psichiatria e neurologia.
Nel 1988 aderì alla Lega Lombarda, della quale nel 1990 divenne membro della segreteria politica e responsabile della sanità.
Alle elezioni politiche del 1992 fu eletto al Senato della Repubblica nel collegio uninominale di Cantù ed entrò a far parte della 12ª Commissione permanente Igiene e Sanità, nella quale rimase anche nelle due legislature successive, essendo stato rieletto nel 1994 e nel 1996 col sistema maggioritario.